# Mesochorus lapideus
Mesochorus lapideus là một loài tò vò trong họ Ichneumonidae.